# Port Huron Icehawks
Die Port Huron Icehawks waren ein US-amerikanisches Eishockeyfranchise aus Port Huron, Michigan. Die Mannschaft spielte von 2007 bis 2010 in der International Hockey League. Ihre Heimspiele trugen sie in der McMorran Arena aus. Der Eigentümer der Icehawks war Larry Kinney, Inhaber und Geschäftsführer der DataPak Services Corporation aus Howell. 

## Geschichte
Die Port Huron Icehawks wurden 2007 als Franchise der International Hockey League gegründet. In dieser war ihr größter Erfolg das Erreichen des Turner-Cup-Finales in der Saison 2007/08, in dem sie mit 3:4 Siegen in der Best-of-Seven-Serie an den Fort Wayne Komets scheiterten. Zuvor hatten sie den zweiten Platz in der regulären Saison erreicht. In der Saison 2008/09 wurden die Icehawks erneut Zweiter der regulären Saison, woraufhin ihr Cheftrainer Stan Drulia zum IHL Coach of the Year ernannt wurde. Für ihre Leistungen auf und neben dem Eis wurde die Mannschaft ebenfalls in dieser Spielzeit ausgezeichnet und erhielt die Auszeichnung IHL Franchise of the Year. Im Anschluss an die Saison 2009/10 wurde das Franchise aufgelöst.

## Team-Rekorde

### Karriererekorde
Spiele: 211  Jamie Lovell
Tore: 95  Tab Lardner
Assists: 103  Kris Vernarsky
Punkte: 186  Tab Lardner
Strafminuten: 237  Tab Lardner